# 小行星9915
小行星9915（英語：9915 Potanin）是一颗围绕太阳公转的小行星。1977年9月8日，尼古拉·切爾尼赫在纳昂切尼奇发现了此天体。
这颗小行星的绝对星等为340.30118等。